# بلاریکوم
بلاریکوم (به هلندی: Blaricum) یک شهرستان در هلند است که در هلند شمالی واقع شده‌است. بلاریکوم ۴ متر بالاتر از سطح دریا واقع شده‌است.